# ギリシャ・イタリア戦争
ギリシャ・イタリア戦争（ギリシャ・イタリアせんそう、ギリシャ語:Ελληνοϊταλικός Πόλεμος、イタリア語:Campagna italiana di Grecia、英語:Greco-Italian War）は、1940年10月28日から1941年4月30日まで、枢軸国のイタリア、ドイツと連合国のギリシャとの間で戦われた第二次世界大戦の戦争を指す。

## 背景
バルカン半島の一国家であるアルバニアを併合していたイタリア政府は、親英国であるギリシャを介して連合軍側がアルバニアやイタリア南部へ干渉してくる可能性を危惧していた。当時、北アフリカでも英軍との戦闘が行われており、徒な戦局拡大を避けるべきとの軍の反対があった。また、ドイツのアドルフ・ヒトラー総統も対英戦を棚上げして中立同盟を結んだソ連へ奇襲を仕掛けて侵攻する構想を立てていた都合上、「バルカン諸国を平和に保つべきである」としてギリシャ侵攻には強く反対していた。しかし、これらの意見を黙殺してベニート・ムッソリーニはギリシャへの遠征を命じた。
1940年10月28日、ムッソリーニはアルバニアに駐屯する10万5000名に本土から新たに召集した部隊を加え、計10個師団20万人以上の兵をアルバニア側から越境させて攻撃を開始したが、時間の都合から新兵の多くは訓練が不十分なまま戦地に投入されており、錬度の面で問題があった。また同様に短期間で戦力を集める為にアルバニア人部隊も設立されたが、忠誠度は高いと言い難かった。更に戦車戦力の確保の為に、北アフリカに送る手筈だった1000輌の戦車を投じており、これによって北アフリカでの勝利の機会が永久に失われた。
その他にも、冬季装備の欠乏や補給ルートの脆弱さ、地形に対する情報の少なさが指摘されていたが、ムッソリーニがこうした意見に耳を傾ける事は無かった。

## 戦いの経過

### 緒戦
1940年10月28日、セバスティアーノ・ヴィスコンティ・プラスカ将軍率いる7個師団10万名がギリシャへ侵攻を開始、一部の部隊が30kmの地点まで突出するなど幸先の良い成果を上げていたが、アレクサンドロス・パパゴス（en:Alexander Papagos）将軍指揮下のギリシャ軍5個師団は、険しい山岳地帯が殆どを占めるギリシャの土地柄を活用した伏兵や不正規戦闘でイタリア軍部隊を苦しめた。また季節柄、零下にまで冷え込む冬のギリシャは冬季装備を持たないイタリア軍に追い討ちをかけた。次第に深まるギリシャの山々を越えるにはロバか人力しかなく、進軍速度は思うように上がらなかった。北アフリカからの援軍要請を無視してまで送った戦車隊も、山岳地帯では有効な成果を挙げることができなかった。過酷な戦いに耐えかねたアルバニア人兵士の脱走も相次ぎ、中にはパルチザン化して友軍たるイタリア軍兵士に武装解除される者まで現れる始末であった。

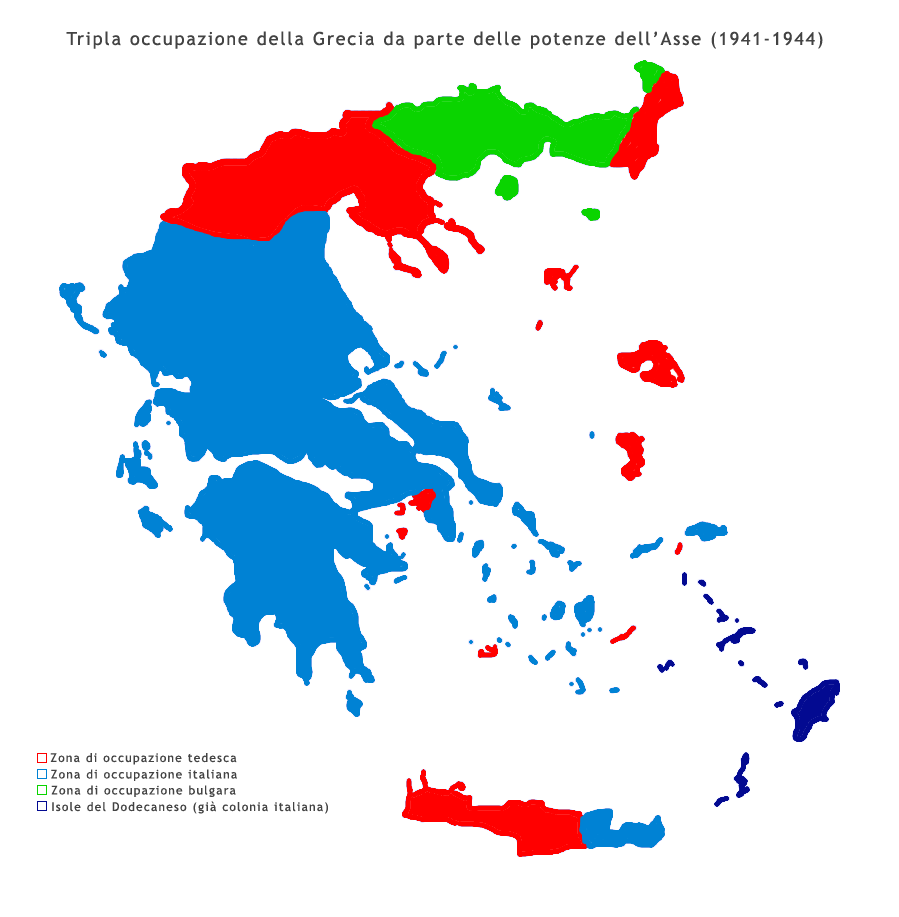
戦後のギリシア占領の様子。水色がイタリアによる部分。赤い部分はドイツ。緑はブルガリア。青はイタリアの既存の領土。

結局、イタリア軍はエピルスの戦いに敗れ、進行は大きく頓挫した。

### イギリス軍とドイツ軍の参戦
戦争を楽観視していたムッソリーニはここで考えを改め、司令官の罷免と軍の増派を決定する。かくして、ギリシャ軍とその地形を過小評価していたヴィスコンティ・プラスカ将軍は罷免され、新たにウバルド・ソッドゥ将軍が指揮官に着任した。戦力面では、本国から6個師団の投入が決定するものの戦局は好転せず、ギリシャ軍にアルバニアへの逆侵攻を許す有様だった。ギリシャ戦争の泥沼化の責任を取ってピエトロ・バドリオ元帥が罷免される。代わってウーゴ・カヴァッレーロ将軍が参謀総長に就任した後も戦争継続の意志は変わらず、国境地帯で激しい山岳戦が繰り広げられた。
一方その頃、同じバルカン半島の国であるブルガリアとユーゴスラビアが枢軸側に立って参戦、ドイツ軍がブルガリアへの進駐を開始していたが、枢軸側参戦から数日後にユーゴスラビアで親英派のドゥシャン・シモヴィッチ（en:Dušan Simović）将軍によるクーデターが決行され、同国は連合国側に寝返ってしまった。アドルフ・ヒトラーは不安定化したユーゴスラビアへの介入を決断、対ソ戦を延期してユーゴスラビアへ南下する。ムッソリーニはヒトラーの要請に応じて軍部隊をユーゴスラビアへ派遣（これらの伊軍部隊はその後二次大戦終戦までチトーのパルチザン討伐に明け暮れる事になる）し、またドイツ軍もギリシャ戦線へ3個軍団を援軍として投入、既に本土から新たに数個師団の増援を得ていたイタリア軍はドイツ軍と共に攻勢に転じ、挟撃されたギリシャ軍は総崩れとなった。4月23日、ギリシャ政府はイタリア政府に降伏を申し入れ、これをイタリア側が受領した事で戦争は終結した。
当初はギリシャ軍を侮って10個師団での戦争を開始したイタリア王国軍であったが、最終的には28個師団を投入する結果になった。